# Zsigmond Imre
Zsigmond Imre (Doborgazsziget, 1924. június 7. – Győr, 1957. december 31.) földműves. 

## Életrajza
Elemi iskolába járt, majd földművesként dolgozott. 1947 és 1955 könnyű testi sértés, közellátás veszélyeztetése és becsületsértés miatt a bíróság pénzbüntetésre ítélte. Belépett a Magyar Dolgozók Pártjába. Öt évig volt a tanács végrehajtó bizottságának elnökhelyettese Sérfenyőszigeten. Az 1956. október 26-ai mosonmagyaróvári sortűz után a sebesülteket kórházba szállításában segédkezett, 27-én pedig többadmagával bántalmazta és megölte Vági József és Stefkó József határőrtiszteket. Október végén átszökött Ausztriába, ahonnan 1957 januárjában tért haza, 31-én letartóztatták. A bíróság 1957. június 10-i első fokon halálos ítéletet szabott ki rá szervezkedésben való részvétel és gyilkosság vádjával, ez később másodfokon jogerőre emelkedett. 1957. december 31-én kivégezték Zsigmond Imrét, majd jelentelen sírban földelték el. Maradványait 1990 tavaszán exhumálták a sopronkőhidai rabtemetőben, végül 1991. március 23-án a doborgazszigeti temetőben helyezték örök nyugalomra.